# Hyundai Sonata
Hyundai Sonata (кор. 현대 쏘나타) — це передньоприводні седани, що виробляються концерном Hyundai Motor Company з 1985 року. Відповідно до класифікації легкових автомобілів за формальною ознакою (габарити), прийнятої в ЄС, автомобіль належить до сегменту E - «Executive cars», по Euro NCAP - до «Large family car» (сегмент D). Неофіційні джерела, дилери і журналісти, що спеціалізуються на даній тематиці, відносять автомобіль як до D-сегменту, так і до бізнес-класу.

## Hyundai Sonata Y (1985—1988)

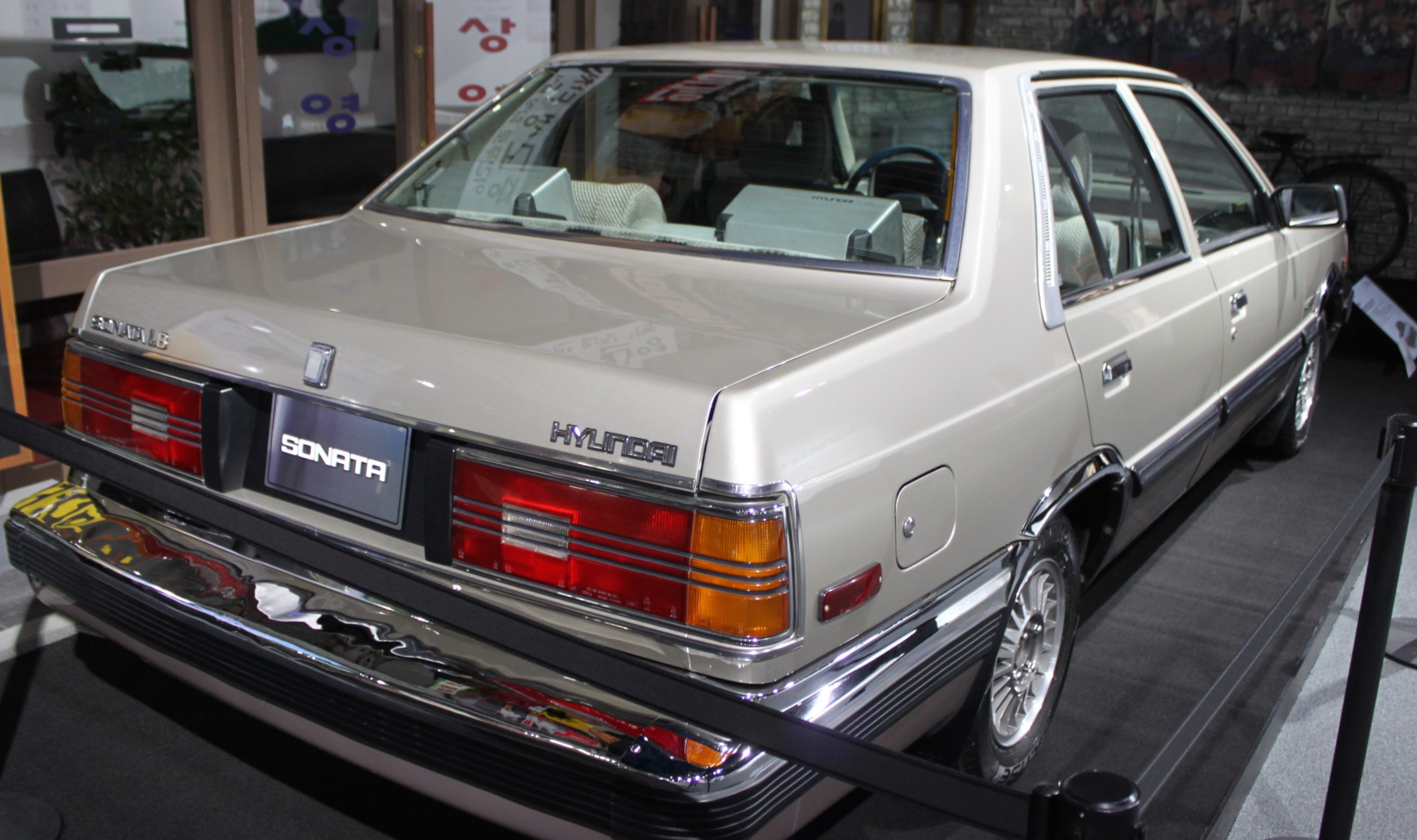
Hyundai Sonata Y (1983—1988)

Перший седан Hyundai під назвою Sonata був представлений в 1985 році і був побудований на основі моделі Stellar, від неї кузов італійського дизайнера Джорджетто Джуджаро і агрегати за ліцензією Ford Cortina. Двигуни — бензинові 1,8 і 2,0 літра. Автомобіль виготовлявся з 1985 по 1988 роки і за межами Кореї не був відомий.

## Hyundai Sonata Y2 (1988—1993)
В 1988 році представлено друге покоління моделі з індексом Y2. Її корейці розробляли самостійно, витративши чотири роки і $30 мільйонів. Ця машина випускалася також на канадському заводі в Бромонті, і з неї почалася експансія компанії Hyundai у США і Канаду.
Спочатку всі Hyundai Sonata виходили з досить витратними 4-циліндровими інжекторними двигунами робочим об'ємом 1,8, 2,0 і 2,35 л (останній — для північноамериканського ринку) і потужністю від 99 до 117 к.с. відповідно.
У кінці 1989 року на Sonata II почали встановлювати 3,0 літровий 146-сильний двигун Mitsubishi V6, здатний розганяти автомобіль до 200 км/год. Розгін від 0 до 100 км/год займав 10,5 секунд.
В 1991 році автомобіль піддали рестайлінгу.

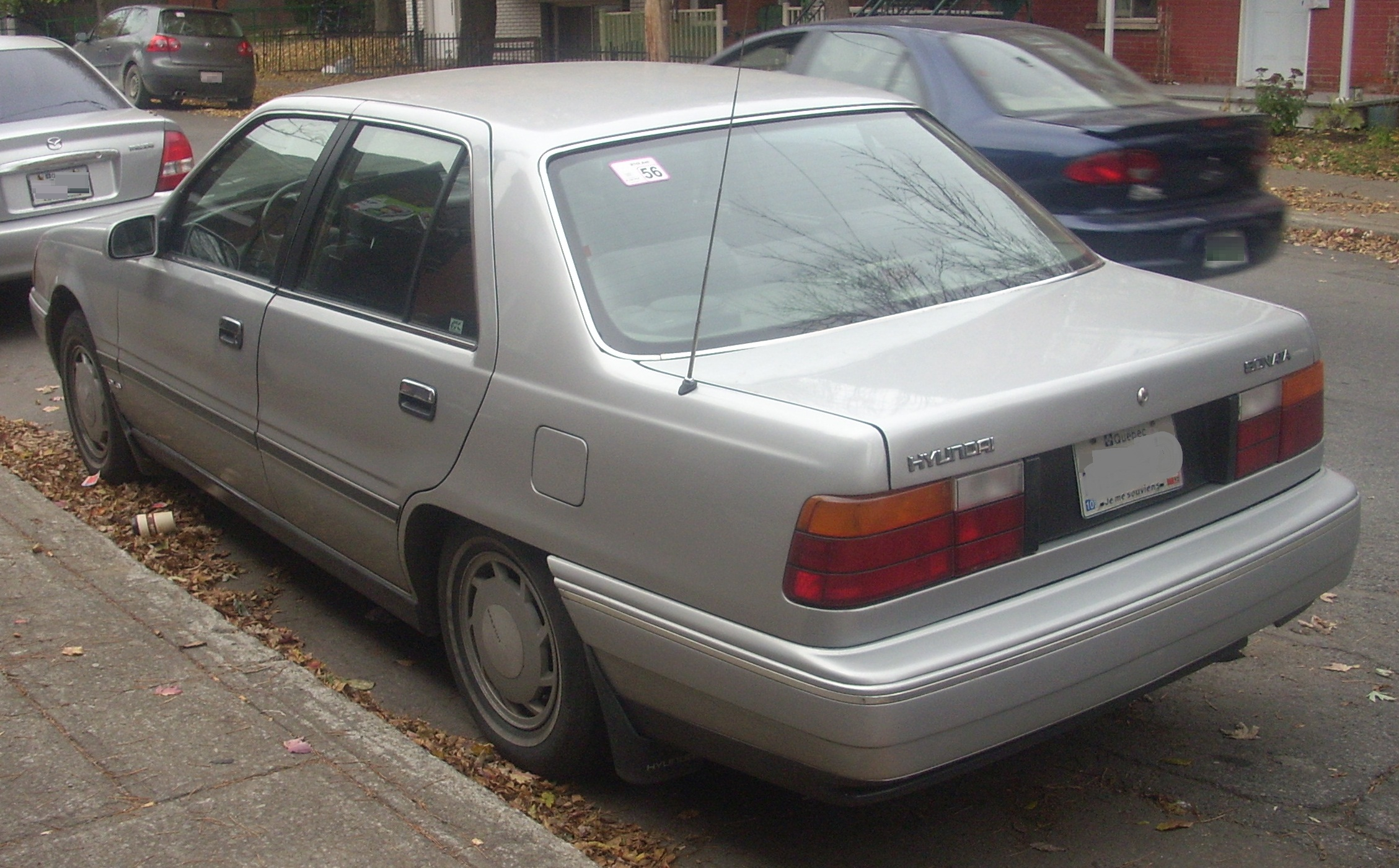
Hyundai Sonata 2 (1988-1991)
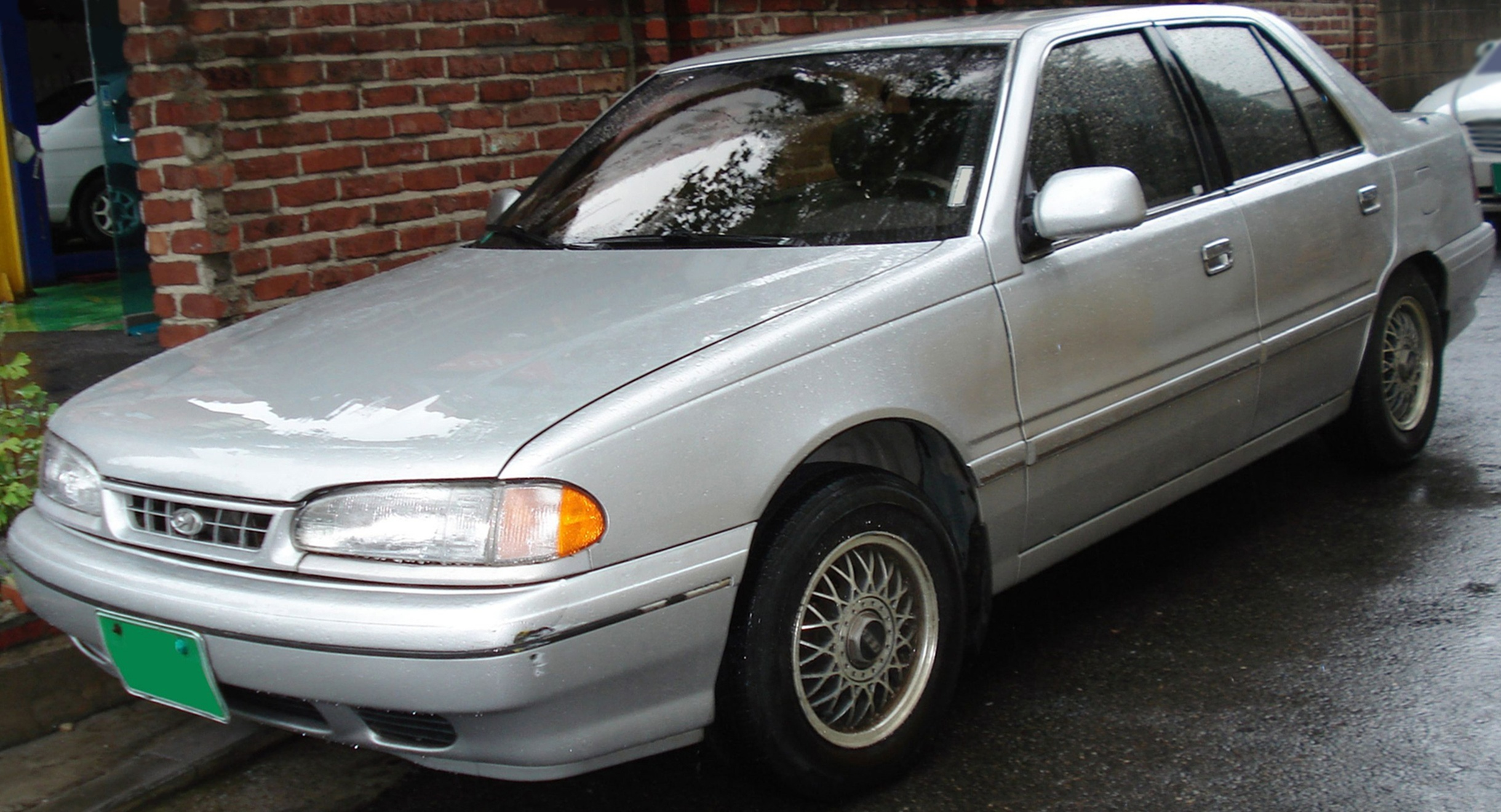
Hyundai Sonata 2 (1991-1993)
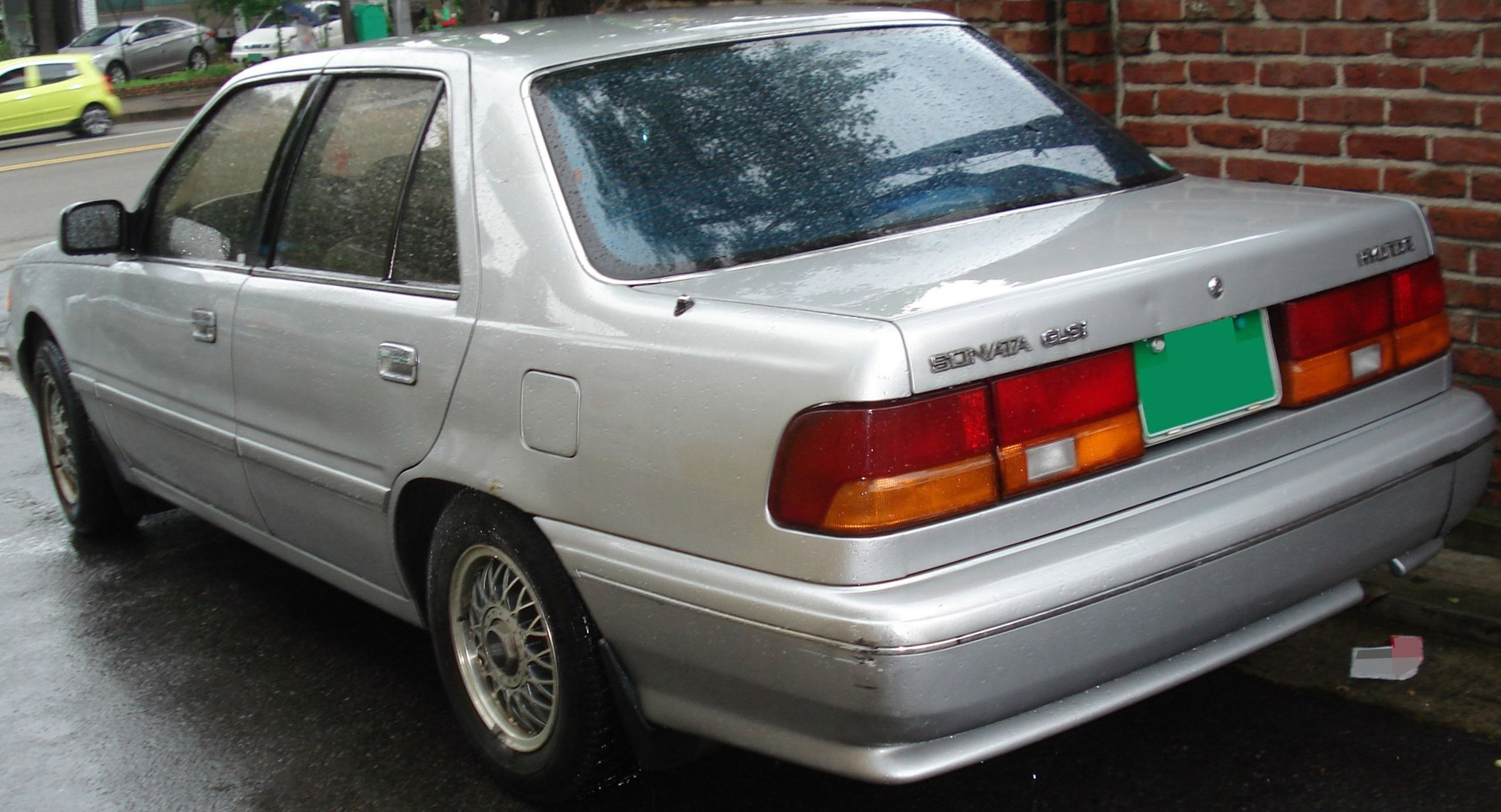
Hyundai Sonata 2 (1991-1993)

## Hyundai Sonata Y3 (1993—1998)

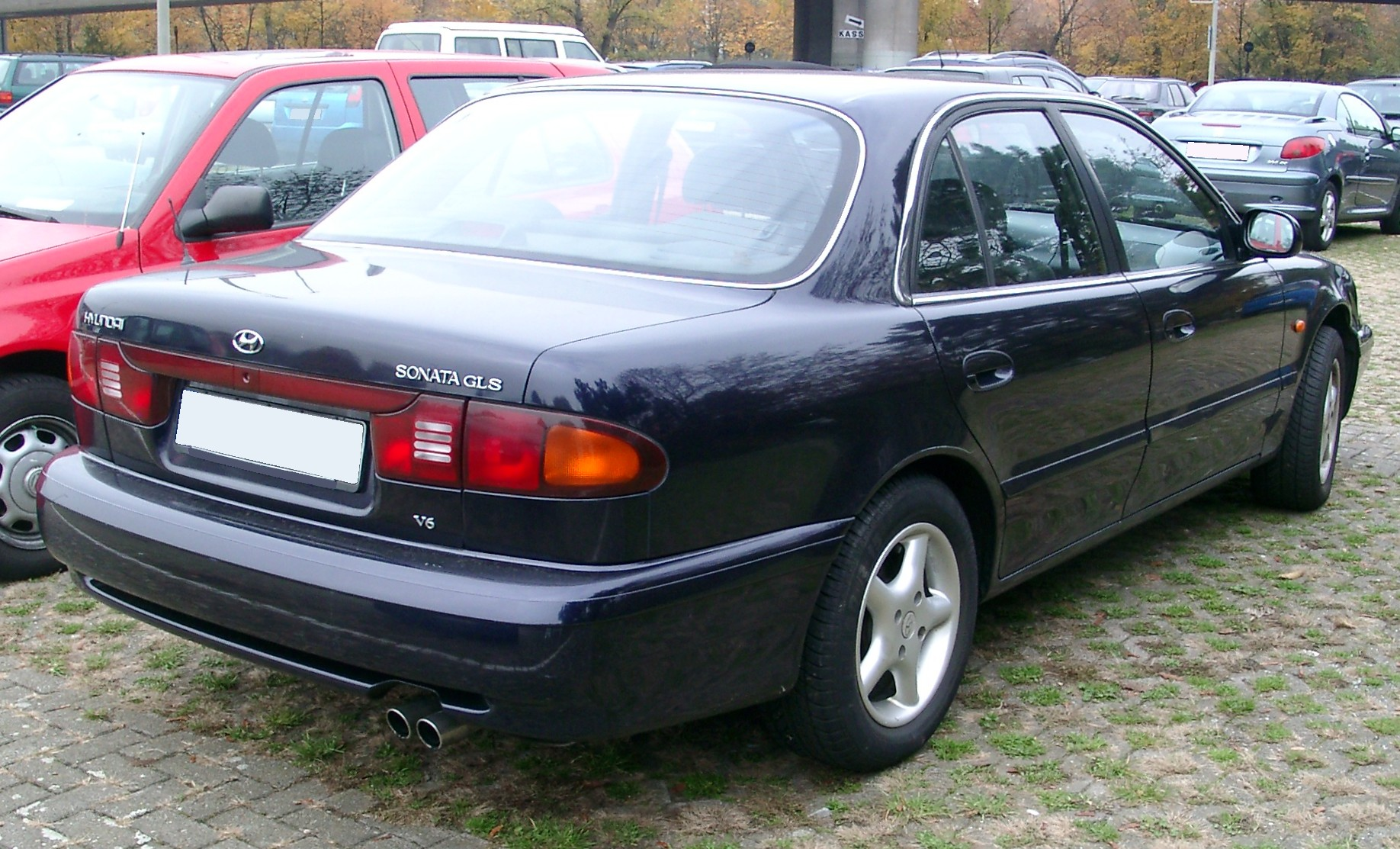
Hyundai Sonata 3 (1993-1996)

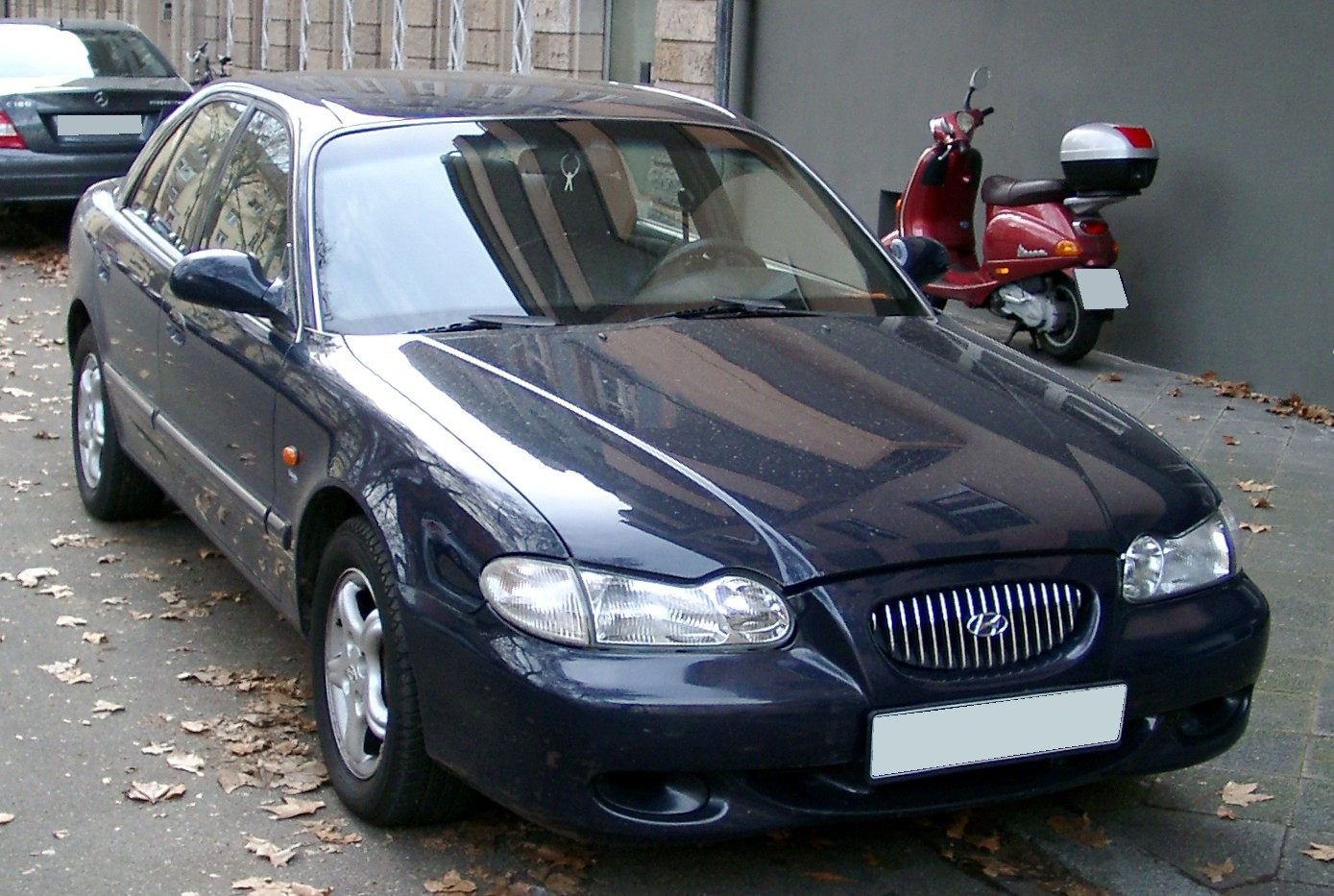
Hyundai Sonata 3 (1996-1998)

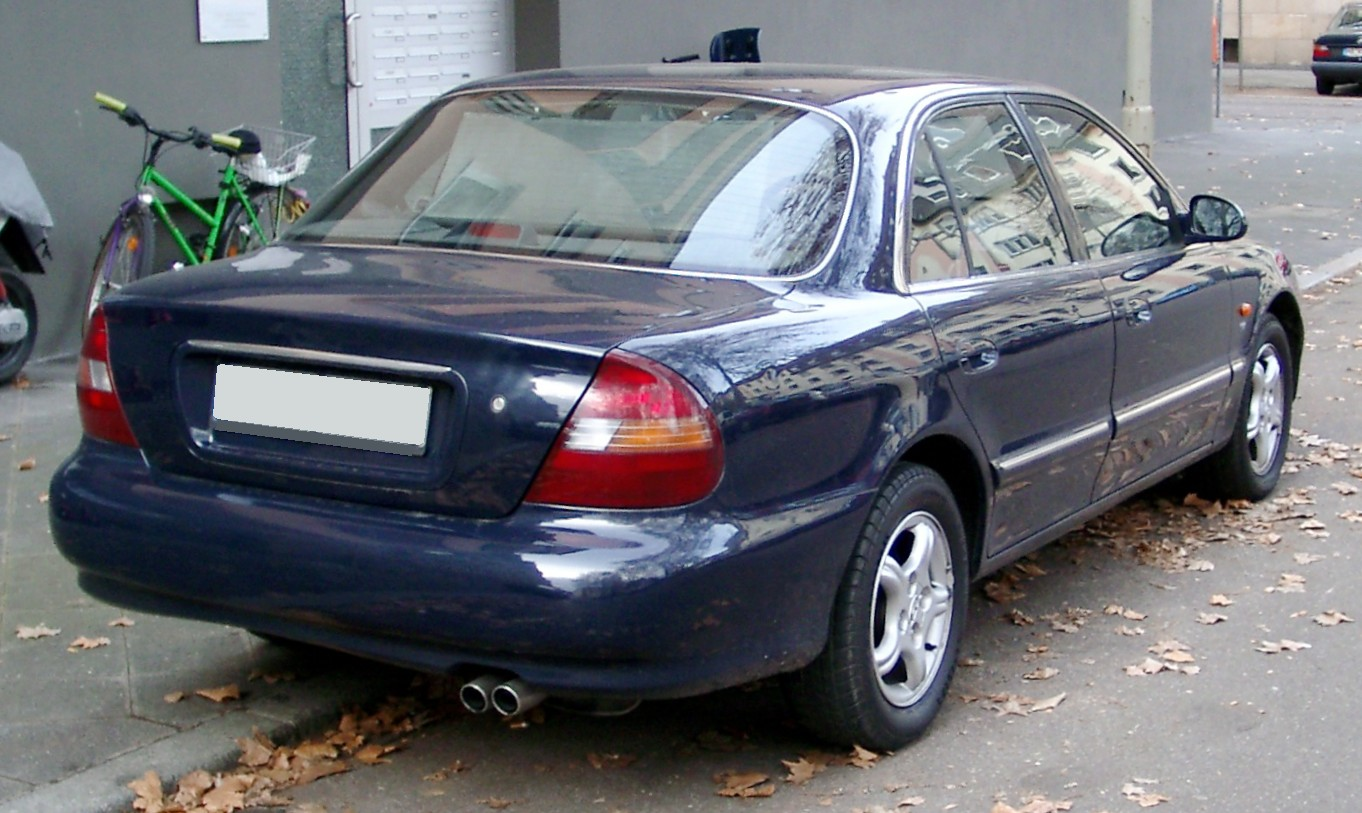
Hyundai Sonata 3 (1996-1998)

У 1993 році виходить третє покоління Sonata з індексом Y3, яке виготовлялось тільки в Кореї, канадський завод закрили. Автомобіль вийшов набагато красивішим. Автомобіль мав вражаючу базову комплектацію: гідропідсилювачі рульового управління, подушка безпеки для водія, ABS, круїз-контроль, кондиціонер з кліматичною установкою, електроприводи склопідіймачів і дзеркал заднього виду, дистанційне керування кришками багажника і паливного бака. На Sonata попередніх поколінь нічого такого не було.
До недоліків Hyundai Sonata перших років випуску слід віднести погану оглядовість з місця водія, зайву жорсткість підвіски при проходженні ям і нерівностей, а також гучну роботу двигуна.
До моменту появи Sonata III інженери корейської компанії попрацювали над поліпшенням характеристик силових агрегатів. Модернізація двигунів передусім відбилася в зниженій витраті палива і м'якшій роботі. З 1993 року замість 117-сильного 2,35-літрового агрегату почали встановлювати 2-літрову 139-сильну рядну «четвірку» Mitsubishi G4 63 з 2-вальною головкою блоку циліндрів.
У 1996 році третє покоління модернізували. Відмінною рисою даної моделі є, перш за все, високий рівень комфорту за невеликі гроші. Автомобіль має значні розміри і просторий салон. Володіє непоганий керованістю, зате плавність ходу ідеальної назвати не можна — на нерівностях Sonata помітно здригається.
Ця Sonata III являє собою автомобіль з досить оригінальним дизайном, привабливою ціною і вже цілком відповідає класу внутрішньою обробкою і пакетом обладнання, тому він швидко знайшов себе покупців.

### Двигуни
- 1.8 л I4
- 2.0 л 4G63 I4
- 3.0 л 6G72 V6

## Hyundai Sonata EF (1998—2004)

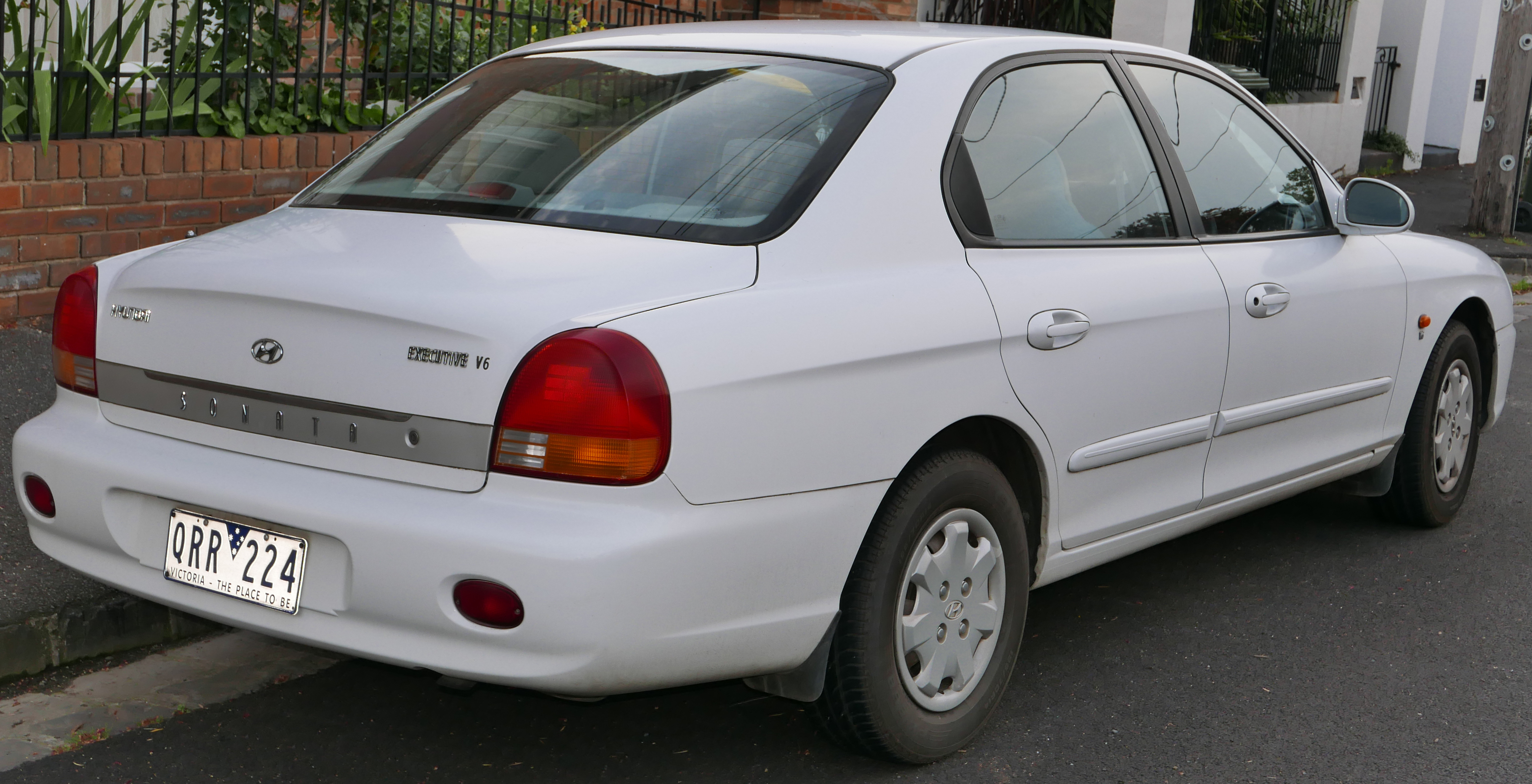
Hyundai Sonata 4 (1998-2001)

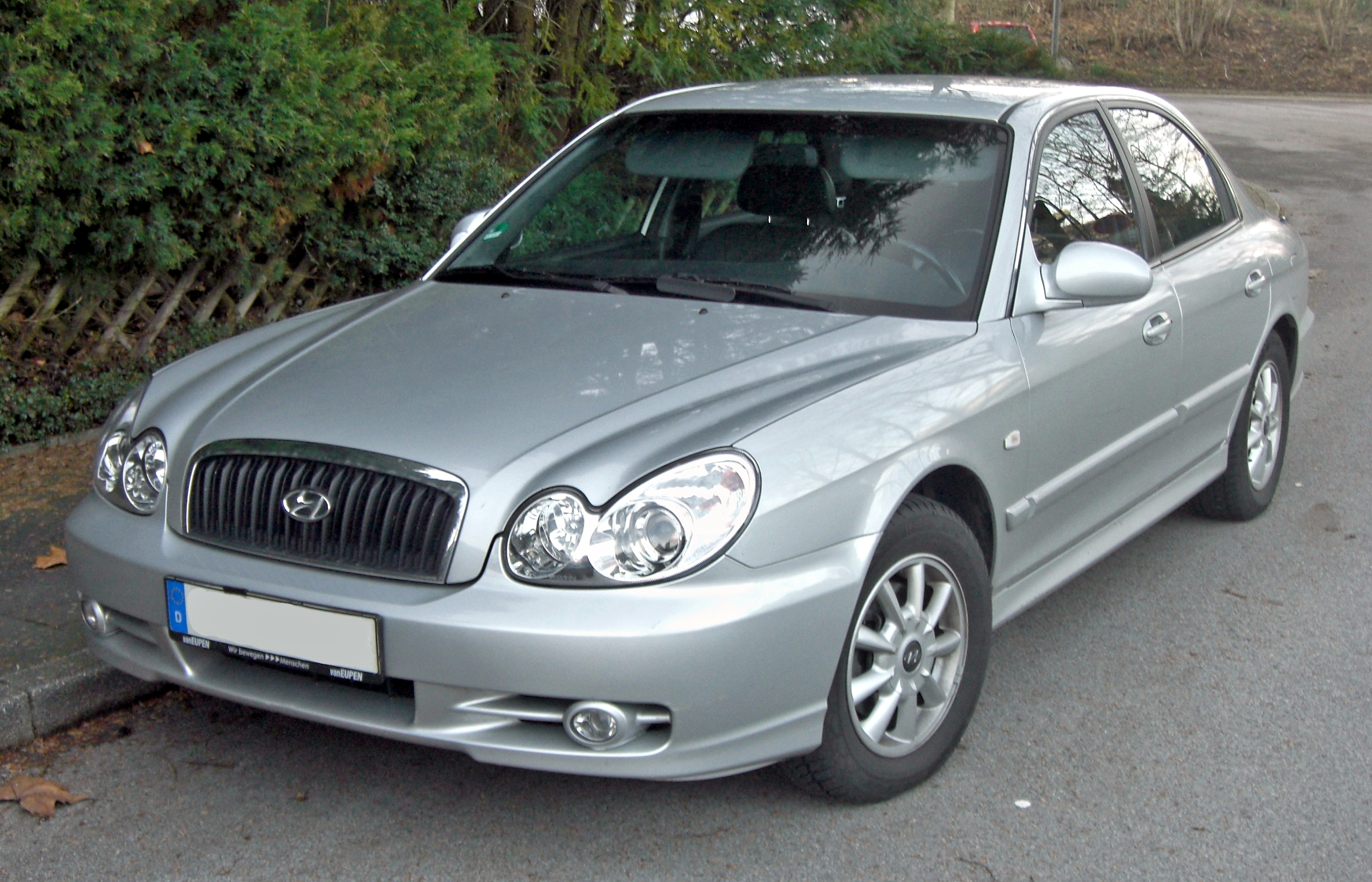
Hyundai Sonata 4 (2001-2005)

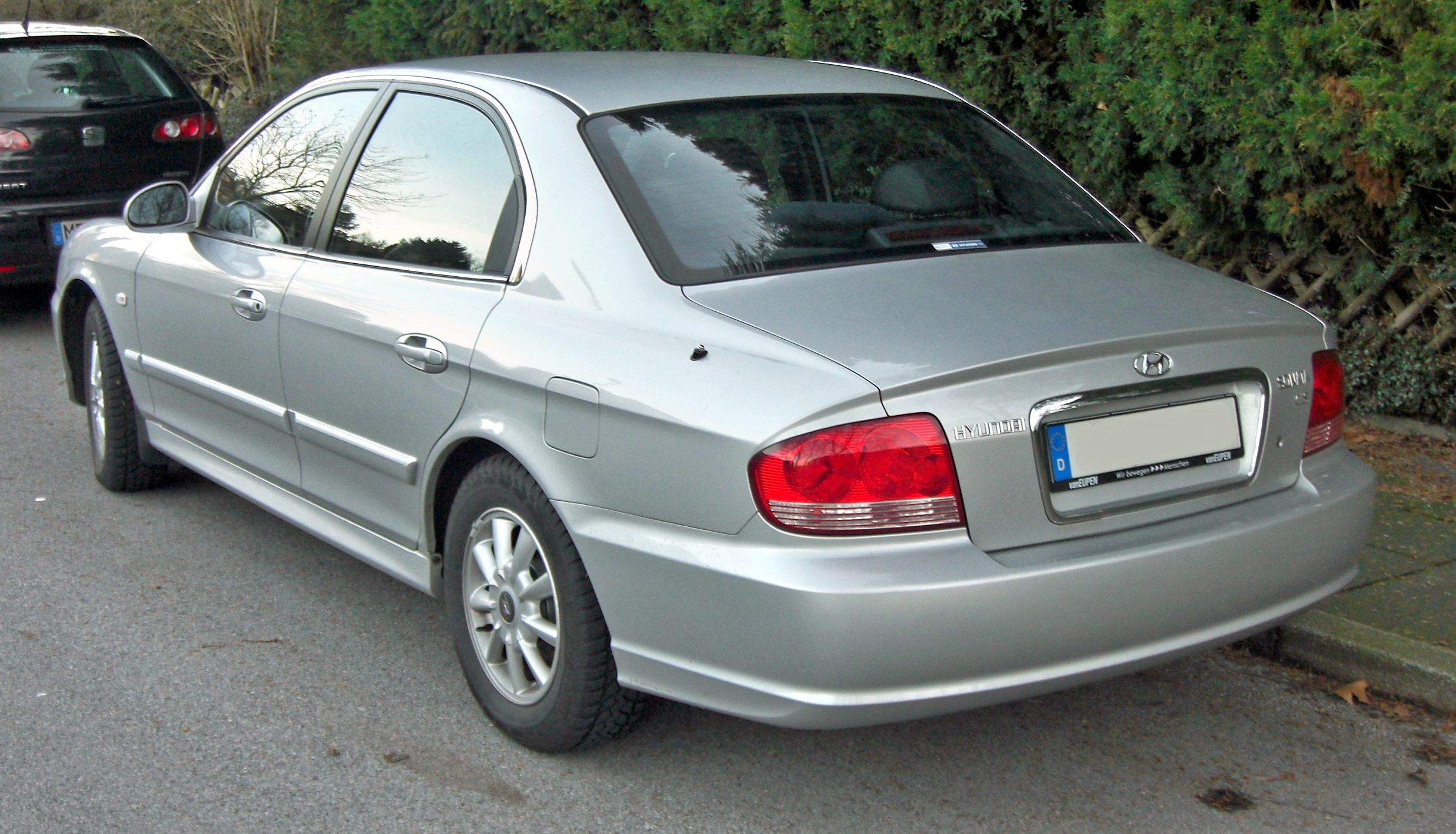
Hyundai Sonata 4 (2001-2005)

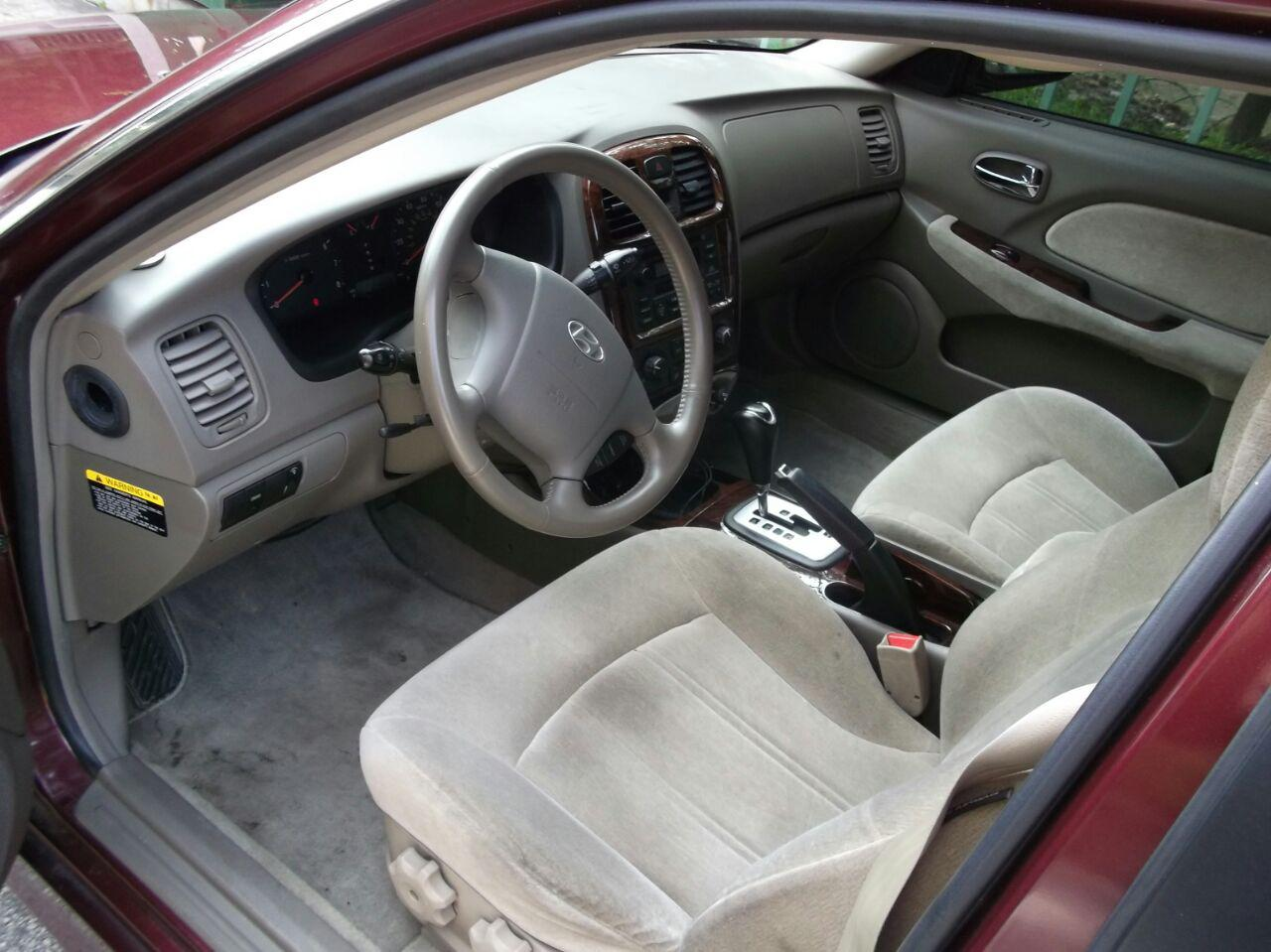

У 1998 році на автосалоні в Турині, компанія Hyundai представила на суд громадськості Sonata четвертого покоління.
Автомобіль має в своєму розпорядженні місткий, досить просторий салон і може забезпечити гідне розміщення як спереду, так і ззаду. Крісло водія має п'ять механічних регулювань. Четирьохшпицеве кермо регулюється по висоті в широкому діапазоні і в нижньому положенні займає майже вертикальне положення.
Багажне відділення досить просторе, але є одна незручність — спинка заднього сидіння не відкидається.
Sonata оснащена дволітровим 140-сильним двигуном. Автомобіль упевнено тримає дорогу на високих швидкостях. Має хорошу плавність ходу. І на дрібних нерівностях, і на хвилях асфальту підвіски надійно ізолюють кузов від дорожнього рельєфу.
У 2001 році широкій громадськості показали модернізоване четверте покоління Sonata. Незважаючи на явний зв'язок часів, в автомобілі відчувається новизна. Фахівці Hyundai піддали його кардинальним змінам. Сучасний дизайн і останні технології дозволили створити конкурентоспроможний автомобіль, що відрізняється гармонійною і актуальною для автомобільного ринку того часу зовнішністю. Автомобіль викликав великий інтерес і користувався попитом у покупців.
Нові фари головного світла і бампер надали образу аристократичності. Завдяки тонко окресленим плавним лініям габаритних вогнів Hyundai Sonata привабливо виглядає в будь-якому ракурсі. Бічні молдінги надають елегантності і збільшують захист. Здвоєні передні фари мають форму пересічних овалів. А контури решітки радіатора підкреслені хромованою окантовкою. По іншому став виглядати салон, який помітно додав у габаритах і придбав нові деталі і матеріали обробки. Його намагалися зробити максимально зручним і практичним. Рівень безпеки значно підріс за рахунок: спеціальних зон зминання, які покликані поглинати основну силу удару, сталевих балок у дверях, які при необхідності захистять водія і пасажирів, доповненням до цього служать жорсткий дах і підлога. Автомобіль також оснащений системою курсової стійкості — відмінним помічником водієві у проходження важких ділянок дороги. При заметі незамінна противобуксовочная система TCS, що працює разом із системою електронного контролю двигуна і антиблокувальною системою ABS.
Приладовий щиток і центральна консоль зазнали перепланування. Великі шкали спідометра і тахометра рознесені тепер по краях щитка, датчики температури і палива згруповані в центрі, а знизу — рідкокристалічний рядок бортового комп'ютера. На центральній консолі помінялися місцями «погодний» блок і аудіосистема.
Модернізована Hyundai Sonata серйозно додала в комплектації. У базі повний електропакет, акумулятор на 68 ампер-годин, амортизатори Sachs, дискові гальма всіх коліс, дві подушки безпеки з детектором наявності пасажира і комп'ютером, що розраховують силу надування подушки.
Серцем Sonata може бути або 2-літровий 4-циліндровий рядний двигун потужністю 131 к.с., або 2,7-літровий V6/178 к.с. Силовий агрегат зроблений з алюмінієвого сплаву, тому він досить легкий, а також, що важливо економічний.
На вибір пропонуються п'ятишвидкісна механічна коробка передач і чотиришвидкісна автоматична H-Matic, яка також дозволить перемикати передачі вручну, без участі механізмів зчеплення.
Нова система енергозбереження була розроблена для автоматичного відключення споживачів електроенергії при вимкненому двигуні з метою збереження ємності акумуляторної батареї. Паливний насос і фільтр об'єднані в один блок і розташовані всередині бензобака. Така система вважається найбільш безпечною, оскільки запобігає можливому витоку і займанню палива після аварії.

### Двигуни
- 2.0 л I4
- 2.4 л Sirius I4
- 2.5 л Delta V6 (1998-2001)
- 2.7 л Delta V6 (2001-2005)

## Hyundai Sonata NF (2004—2010)

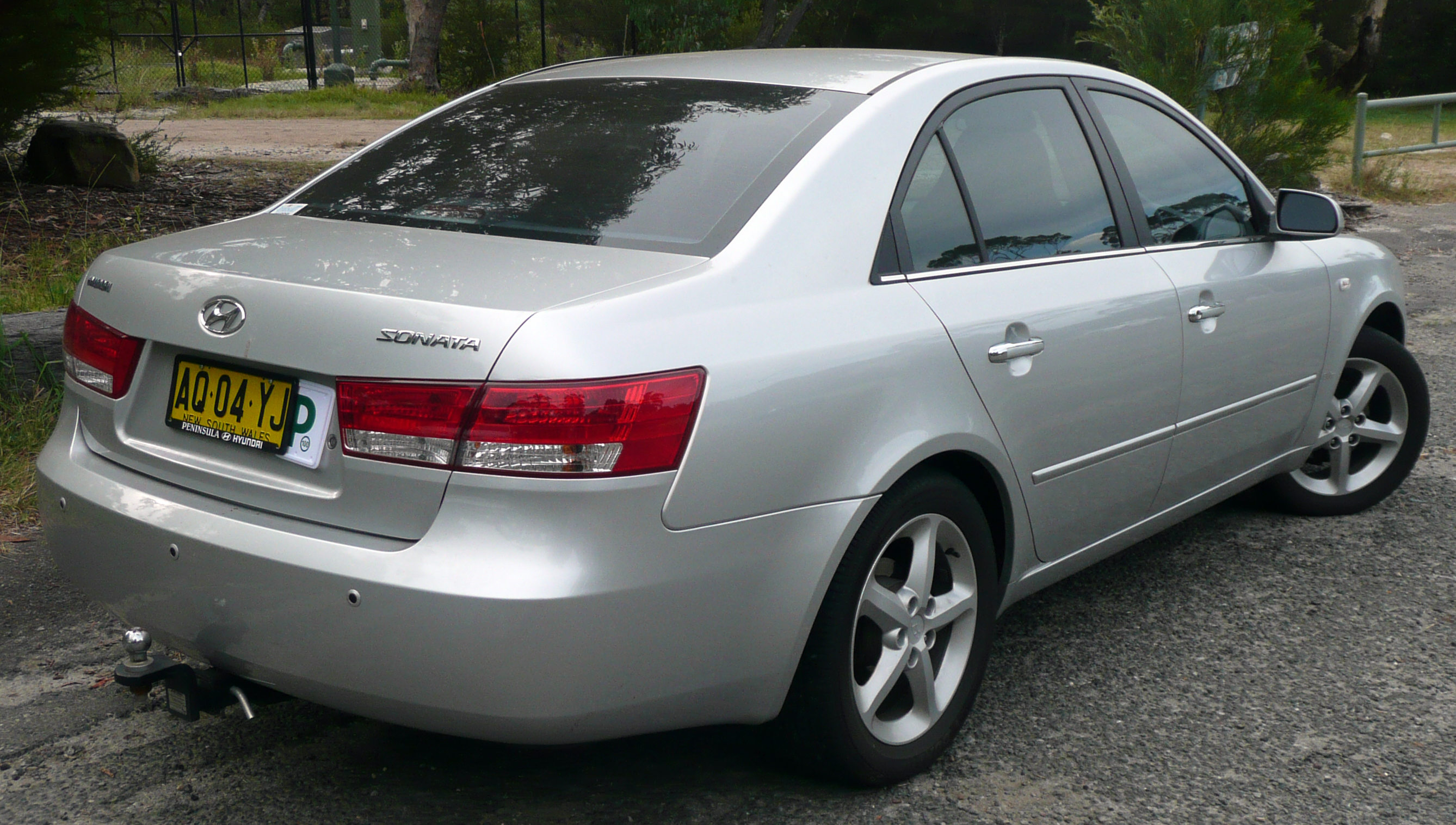
Hyundai Sonata NF (2004—2008)

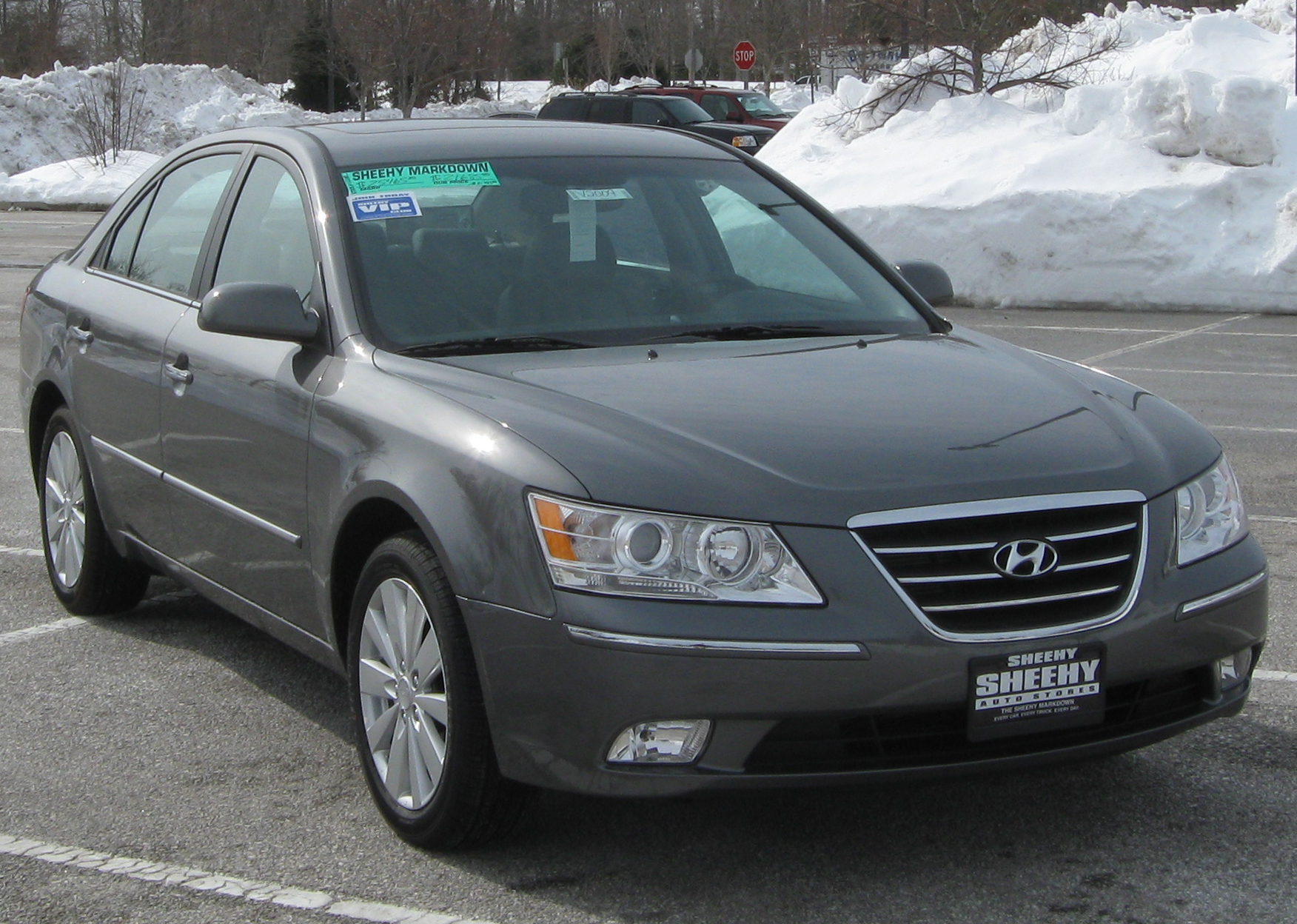
Hyundai Sonata NF (2008—2010)

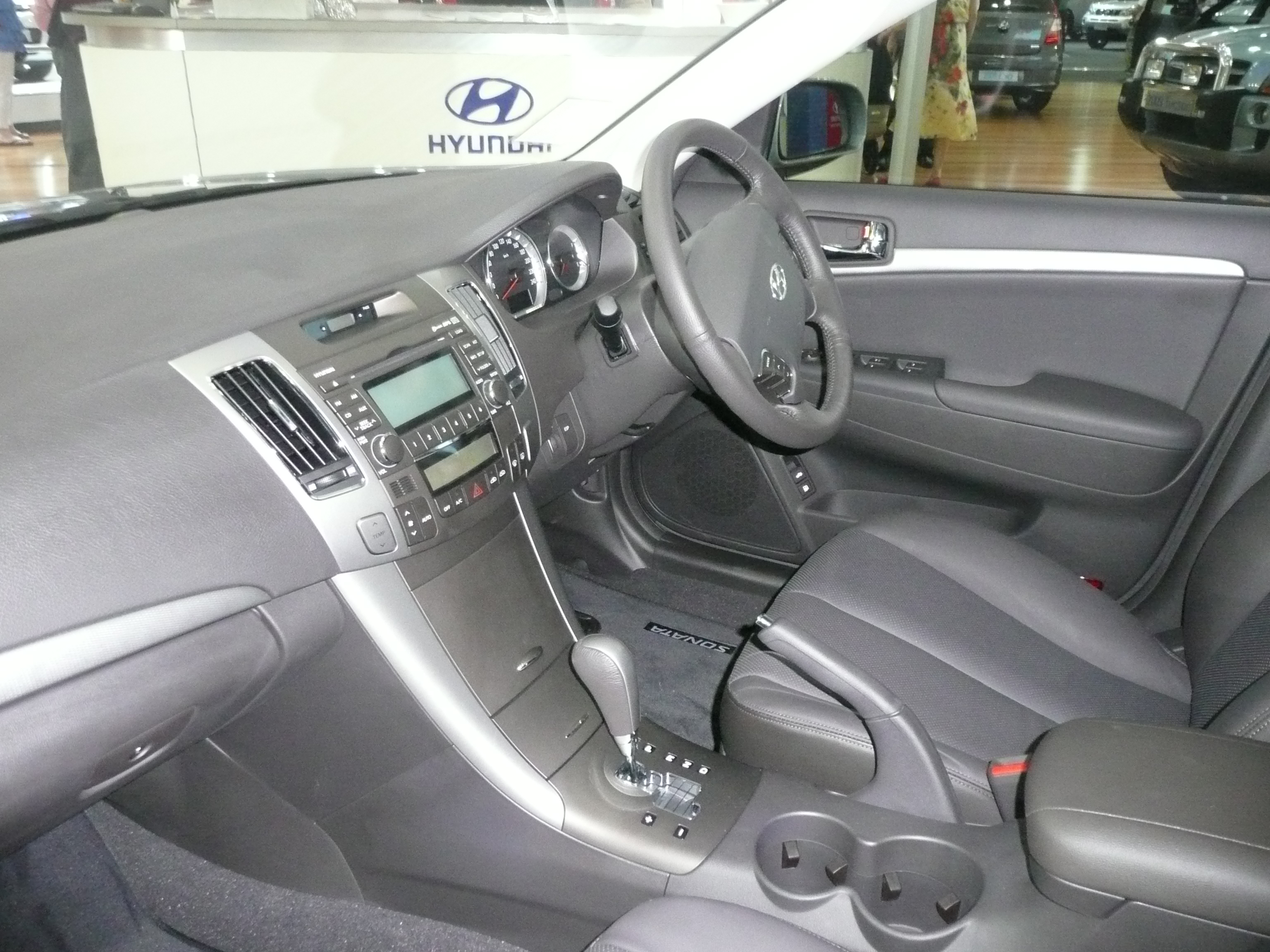

Hyundai Sonata NF була запущена в серпні 2004 року в Кореї. Вона базувалася на новій платформі проекту NF. Перший алюмінієвий двигун компанії, що отримав назву Theta, дебютував у новій Sonata. Вперше з третього покоління зросла колісна база (до 2,73 м), а довжина досягла 4,8 м. На вибір пропонувалися два двигуна: 2,4-літровий I4 потужністю 178 к.с. (122 кВт) при 5800 оборотах на хвилину і 3,3-літровий V6 потужністю 237 к.с. (177 кВт). 2,0-літрова версія продавалася тільки в Кореї. Дизельні версії були доступні в Європі, Новій Зеландії та Сінгапурі.
У травні 2005 року розпочало виробництво Sonata в США, що збіглося з початком виробництва на першому складальному заводі компанії в США, в Монтгомері, штат Алабама.

### Рестайлінг
Оновлений автомобіль був представлений в 2008 році на автосалоні в Чикаго як модель 2009 року. У Кореї автомобіль продавався як Hyundai Sonata Transform.
Оновлення включає в себе нові двигуни, передній бампер і хромовану решітку радіатора, задні ліхтарі, нові на 10-спиць легкосплавні колісні диски для моделі Limited (на відміну від 5-спиць моделі SE), а також в значній мірі переглянута приладова панель.

### Двигуни
- 2.0 л Theta DOHC CVVT I4 (G4KA) 145 к.с.
- 2.4 л Theta DOHC CVVT I4 163—178 к.с.
- 3.3 л Lambda DOHC CVVT V6 237—249 к.с.
- 2.0 л CRDi I4 (Сінгапур)

## Hyundai Sonata YF (2009—2014)

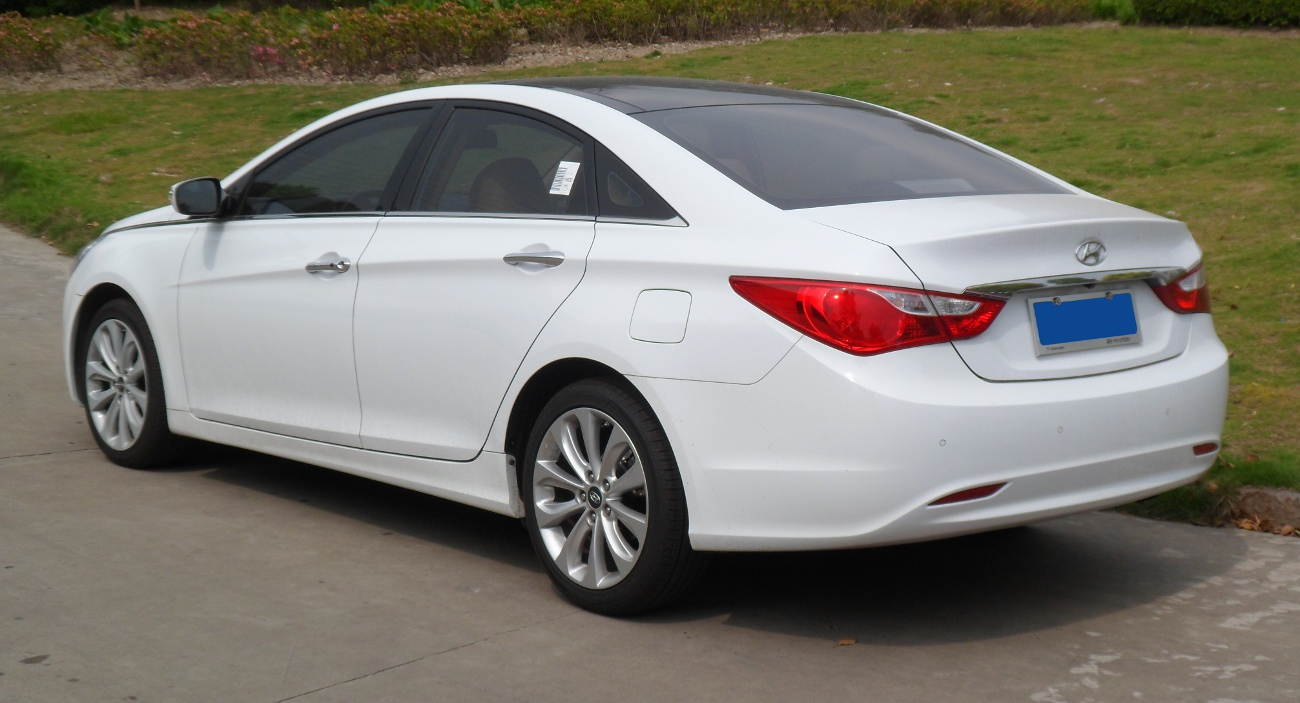
Hyundai Sonata 6 (з 2009)

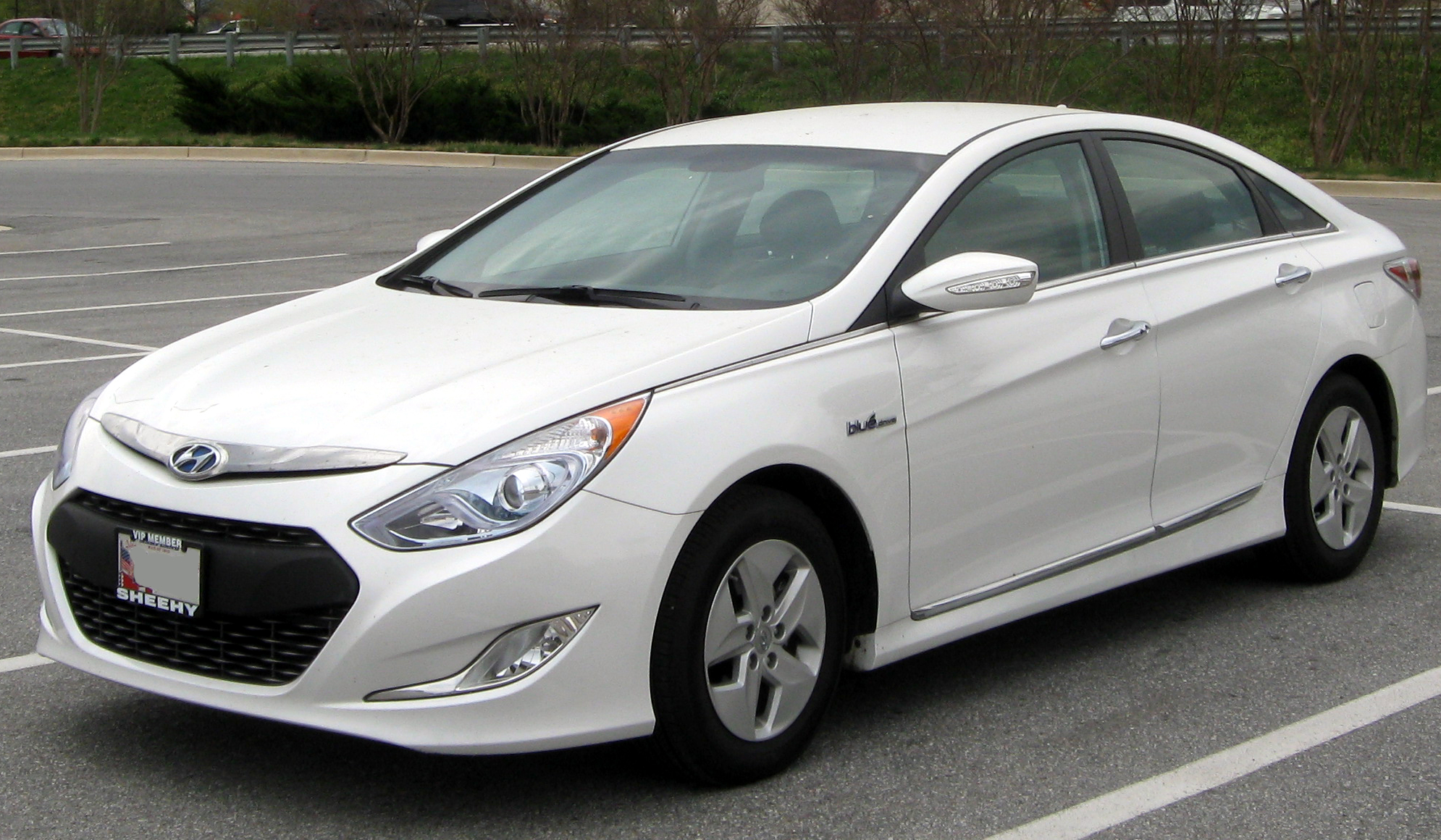
Hyundai Sonata Hybrid (з 2011)

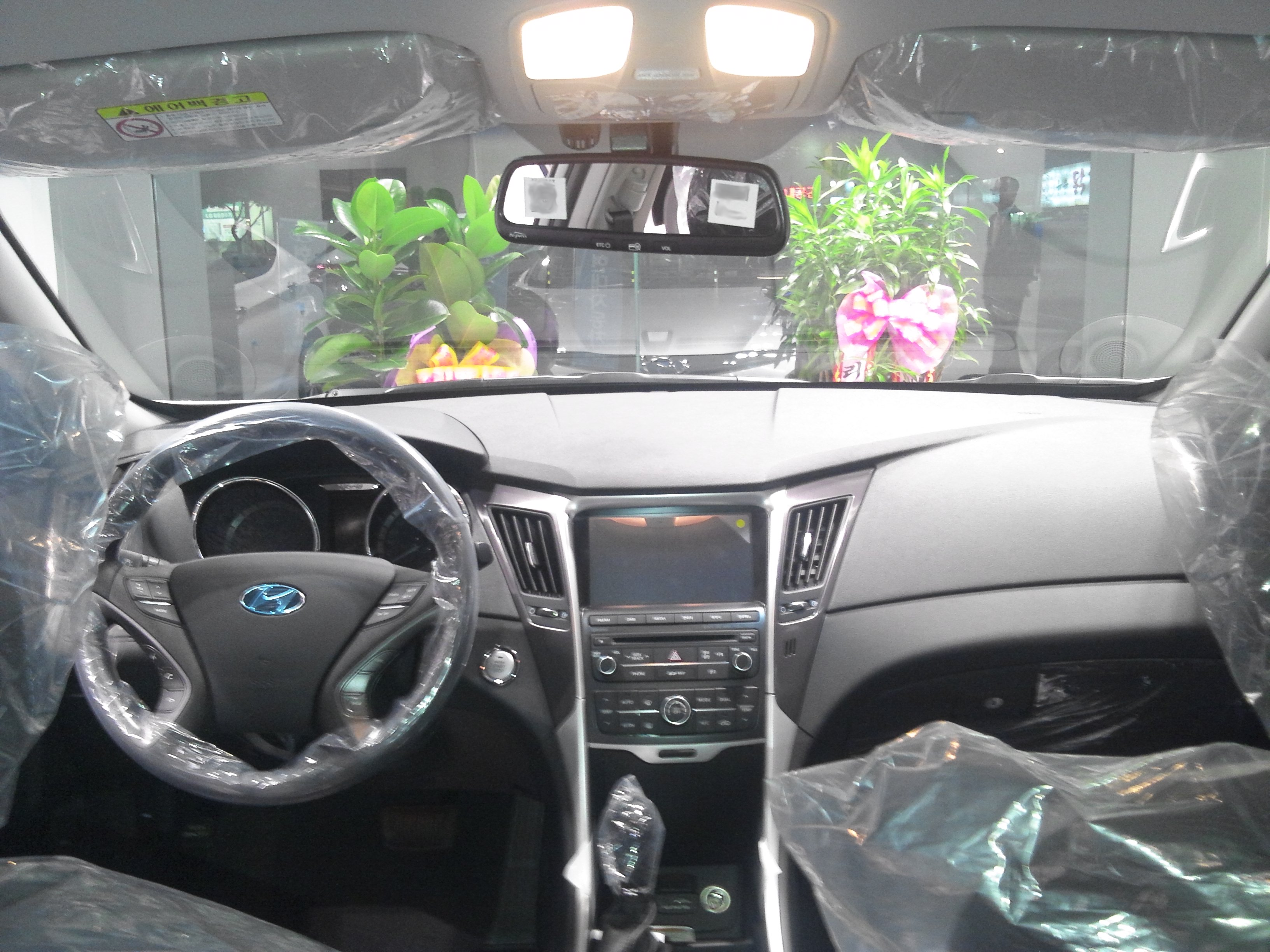

У вересні 2009 року в Сеулі було представлене шосте покоління Hyundai Sonata з індексом YF. Нове шасі мало у своєму складі спереду стійки McPherson і ззаду - багатоважільну систему з ефектом підрулення. Причому задню підвіску полегшили, застосувавши алюмінієві деталі. З гами моторів пропали «шістки», залишилися агрегати 2.0 і 2.4. Шестиступінчастий «автомат» прийшов на зміну п'ятиступінчастому. З'явився новий дволітровий агрегат серії Nu з фазообертачами на впуску і випуску. На розробку моделі корейці витратили чотири роки і 450 мільярдів вон ($372 мільйона).
31 березня 2010 року на Нью-Йорку мотор-шоу компанія Hyundai показала гібридну модифікацію Hyundai Sonata YF.

### Двигуни
| Бензинові | Бензинові        | Бензинові | Бензинові                         | Бензинові             | Бензинові |
| Модель    | Циліндри/Клапани | Об'єм     | Потужність                        | Крутний момент        |           |
| --------- | ---------------- | --------- | --------------------------------- | --------------------- | --------- |
| 2,0 MPI   | 4/16             | 1998 см³  | 165 к.с. (121 кВт) при 6200 об/хв | 198 Нм при 4600 об/хв |           |
| 2,4 MPI   | 4/16             | 2359 см³  | 180 к.с. (132 кВт) при 6000 об/хв | 231 Нм при 4000 об/хв |           |
| 2,0 Turbo | 4/16             | 1998 см³  | 278 к.с. (204 кВт) при 6000 об/хв | 365 Нм при 1750 об/хв |           |
| 2,4 GDI   | 4/16             | 2359 см³  | 204 к.с. (149 кВт) при 6300 об/хв | 252 Нм при 4250 об/хв |           |

## Hyundai Sonata LF (2014—2019)

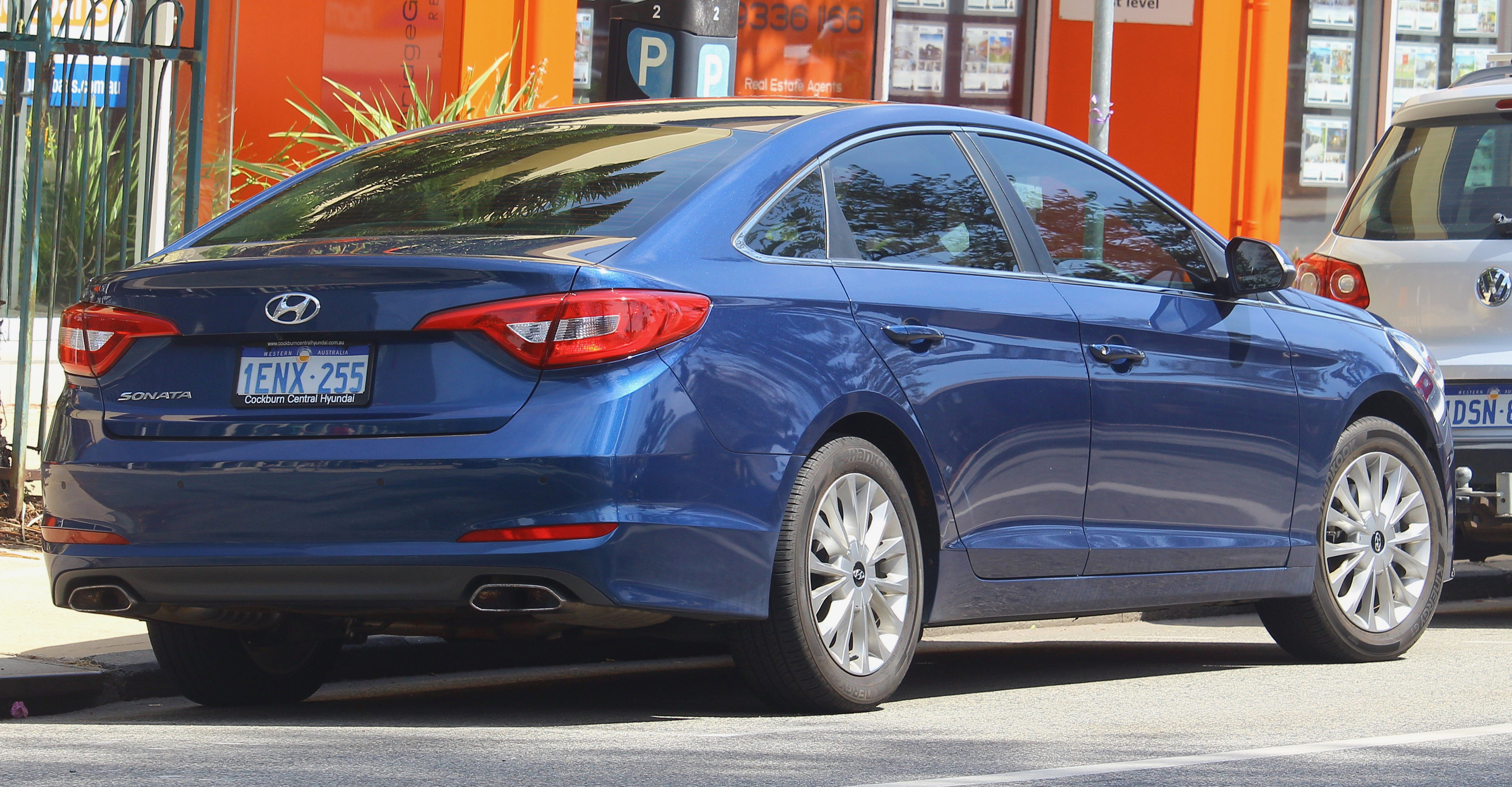
Hyundai Sonata LF (2014-2017)

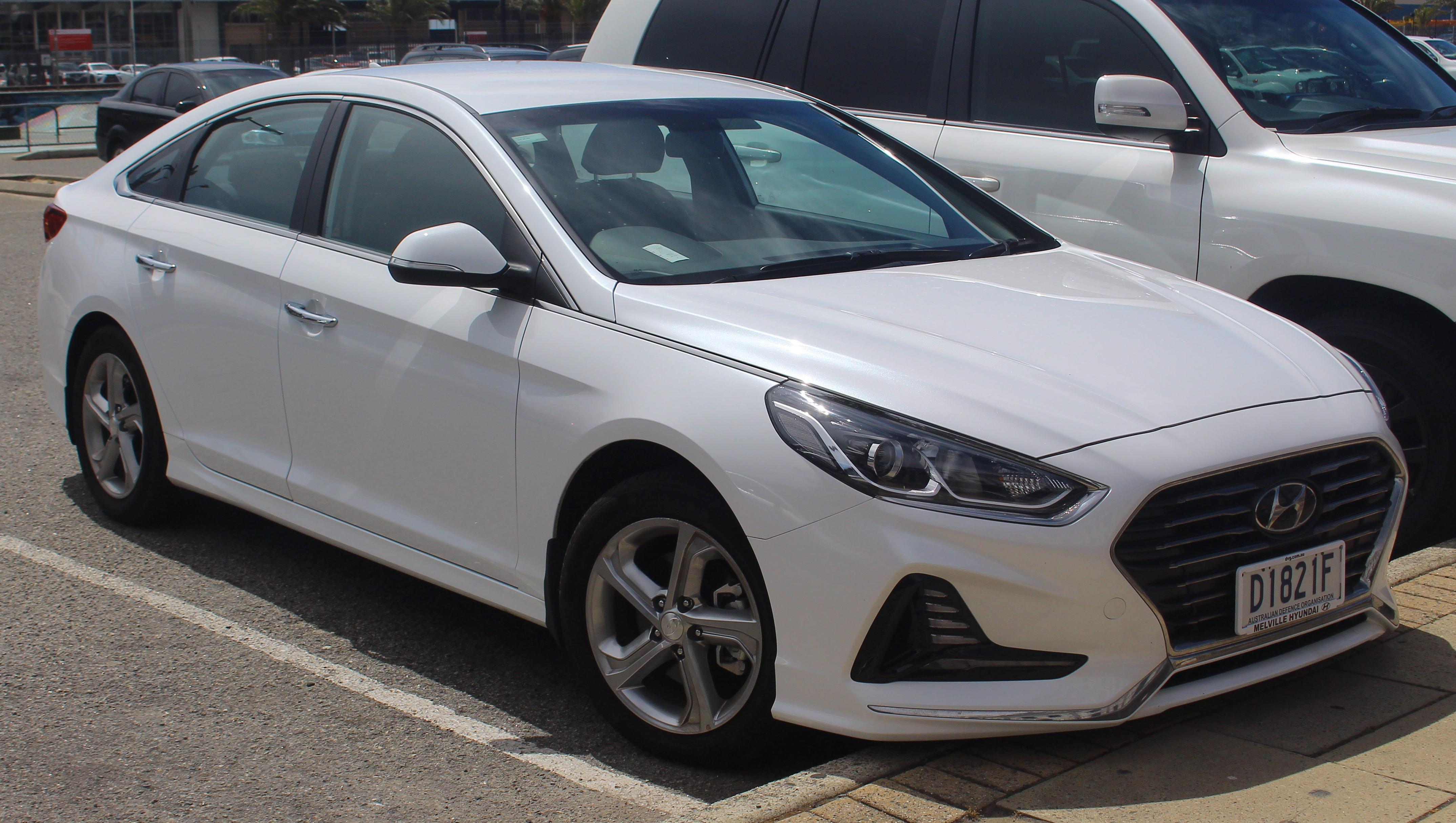
Hyundai Sonata LF (з 2017)

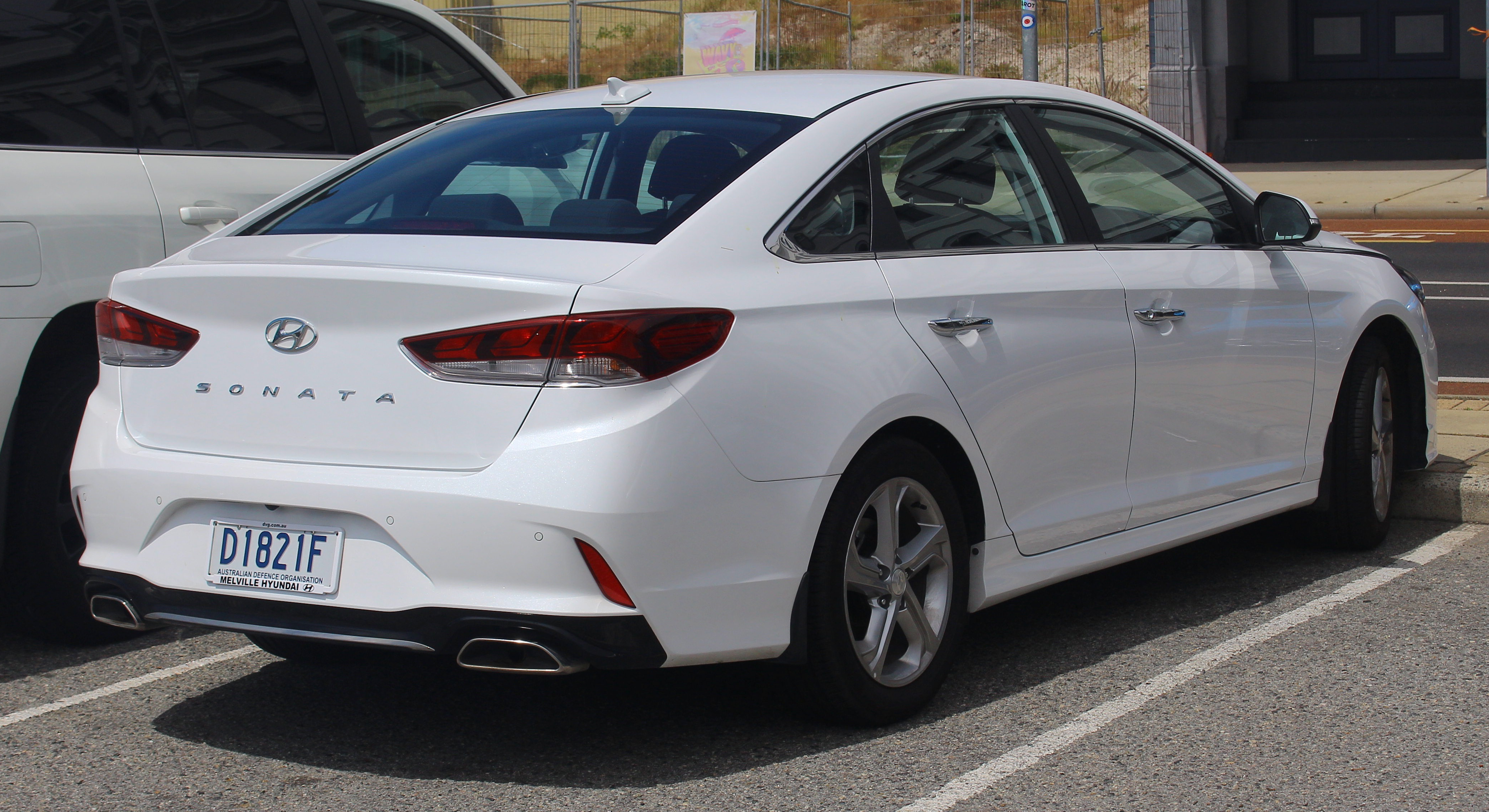
Hyundai Sonata LF (з 2017)

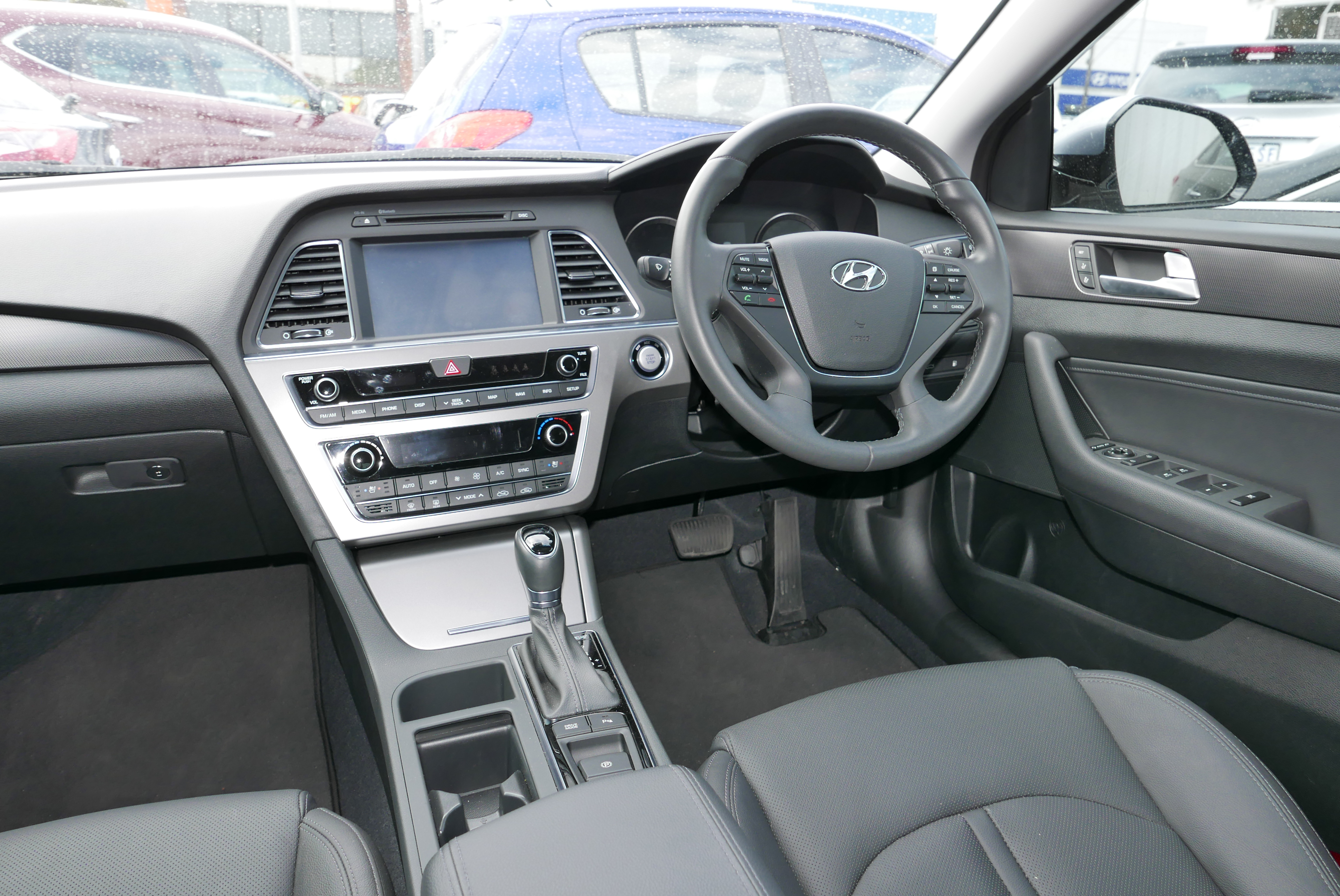
Салон Hyundai Sonata LF

24 березня 2014 року в Сеулі представлено Hyundai Sonata сьомого покоління. В основі Сонати LF - модернізована колишня платформа YF. Перегляду зазнали не тільки характеристики пружин і амортизаторів, але і геометрія підвісок. Задня багаторичажка отримала подовжені і посилені нижні важелі (товщина сталевого листа виросла з 2,9 мм до 3,5 мм) краще розподіляють бічні сили і дозволяють точніше налаштувати кинематику. Ще була збільшена жорсткість рульової колонки, а для підвищення точності реакції машини на поворот керма електричний підсилювач обзавівся більш швидким процесором. Програму рульового управління можна міняти за допомогою кнопки Drive Mode Select.
Частка особливо високоміцних сталей в кузові зросла з 21% до 51%, до того ж збільшили кількість сталей гарячого штампування, протяжність (до 119 м) і число клейових з'єднань, а також число додаткових підсилювачів. В результаті жорсткість кузова на кручення зросла на 41%, до 28 700 Нм/град, а на вигин - на 30%.
Рівень шумів в різних точках салону і на різних режимах знижений на один-два децибела. І справа не тільки в збільшенні числа звукопоглинальних матів. Моторний щит став жорсткіше, в ньому скорочені отвори, через які може проходити звук. Під днищем з'явилися щитки з поліпропілену, армованого скловолокном, що поліпшили як поглинання дорожніх шумів, так і проходження повітряних потоків.
Новий автомобіль поводиться більш стійко та впевнено, управління стало ще простішими. Представлені силові агрегати стали проривом, у порівнянні з попередніми моделями, за винятком нового 1.6-літрового турбодвигуна, метою якого є покращення економії палива. Новинкою 2016 року став Sonata Hybrid. З 2016 року камера заднього виду входить в базову комплектацію. У 2016 році модель гібрид була оновлена та отримала нові фари і решітку радіатора. Серед вдосконалень інформаційно-розважальної системи версії SE можна відмітити 7-дюймовий дисплей з системами Apple CarPlay і Android Auto.
В 2017 році модель модернізували, змінивши зовнішній вигляд і оснащення.

### Двигуни
- 1.6 л Gamma G4FJ turbo GDI, Р4
- 2.0 л Nu Р4
- 2.0 л Theta Turbo Р4
- 2.0 л Theta MPi, P4, LPI (впорскування газу LPG у рідкій фазі)
- 2.4 л Theta MPi, Р4
- 2.4 л Theta GDi, Р4
- 1.7 л U2 Р4 (turbo diesel)

## Hyundai Sonata DN8 (2019—наш час)

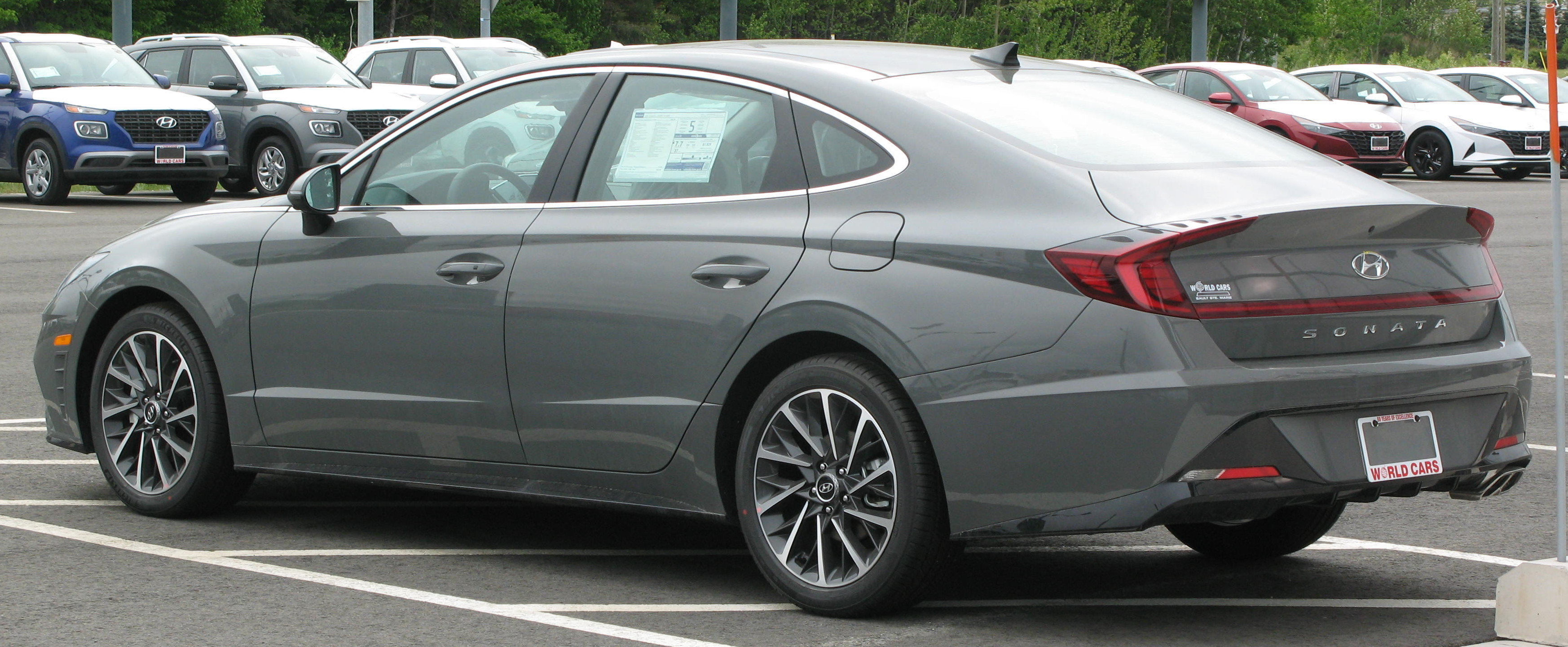
Hyundai Sonata DN8 (2019-2023)

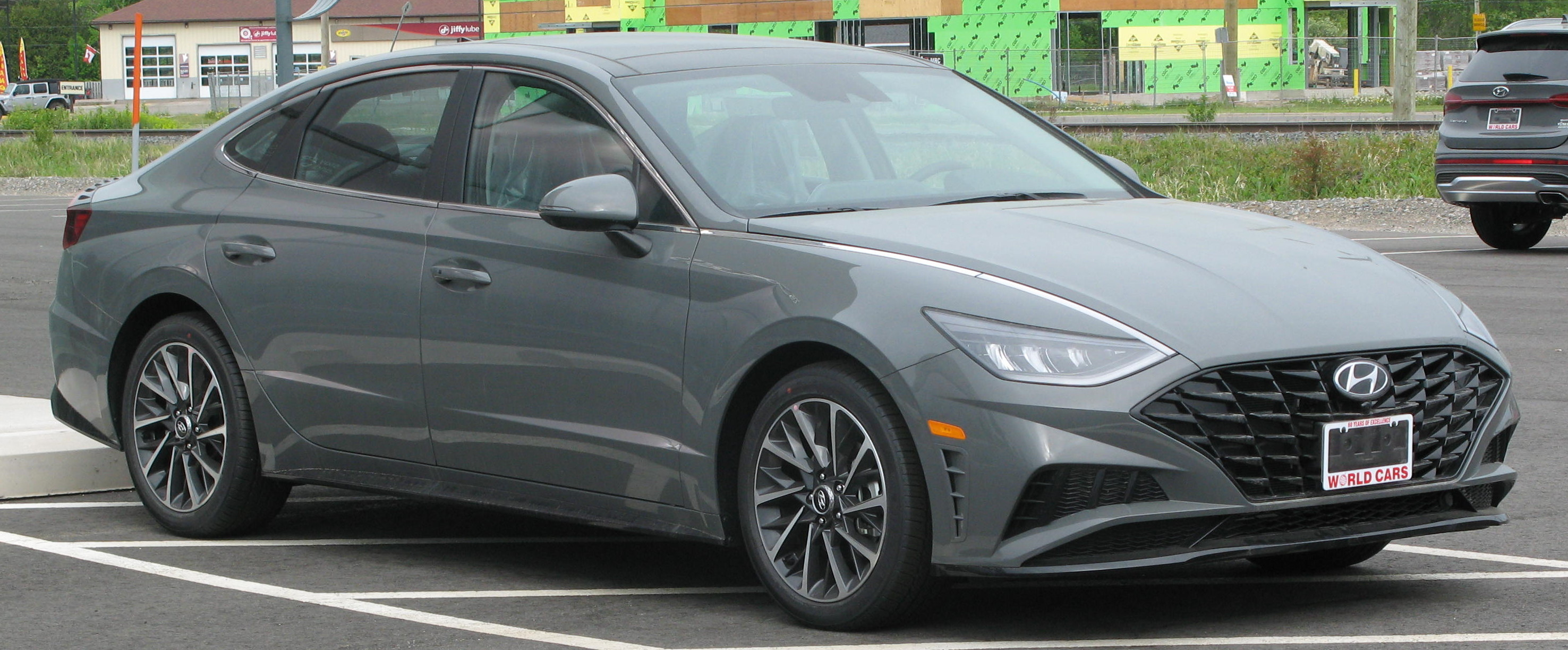
Hyundai Sonata DN8 (2019-2023)

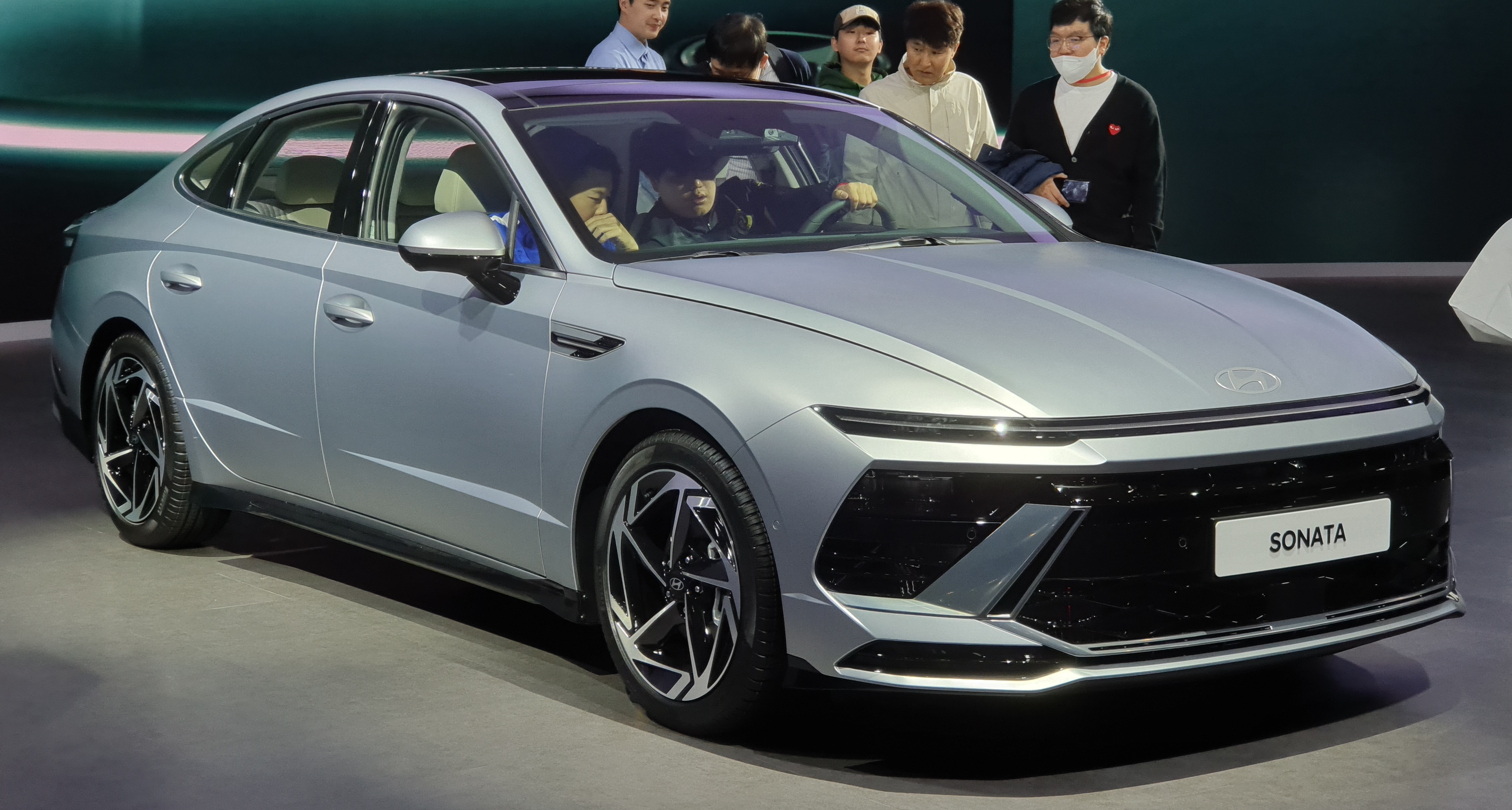
Hyundai Sonata DN8 (з 2023)

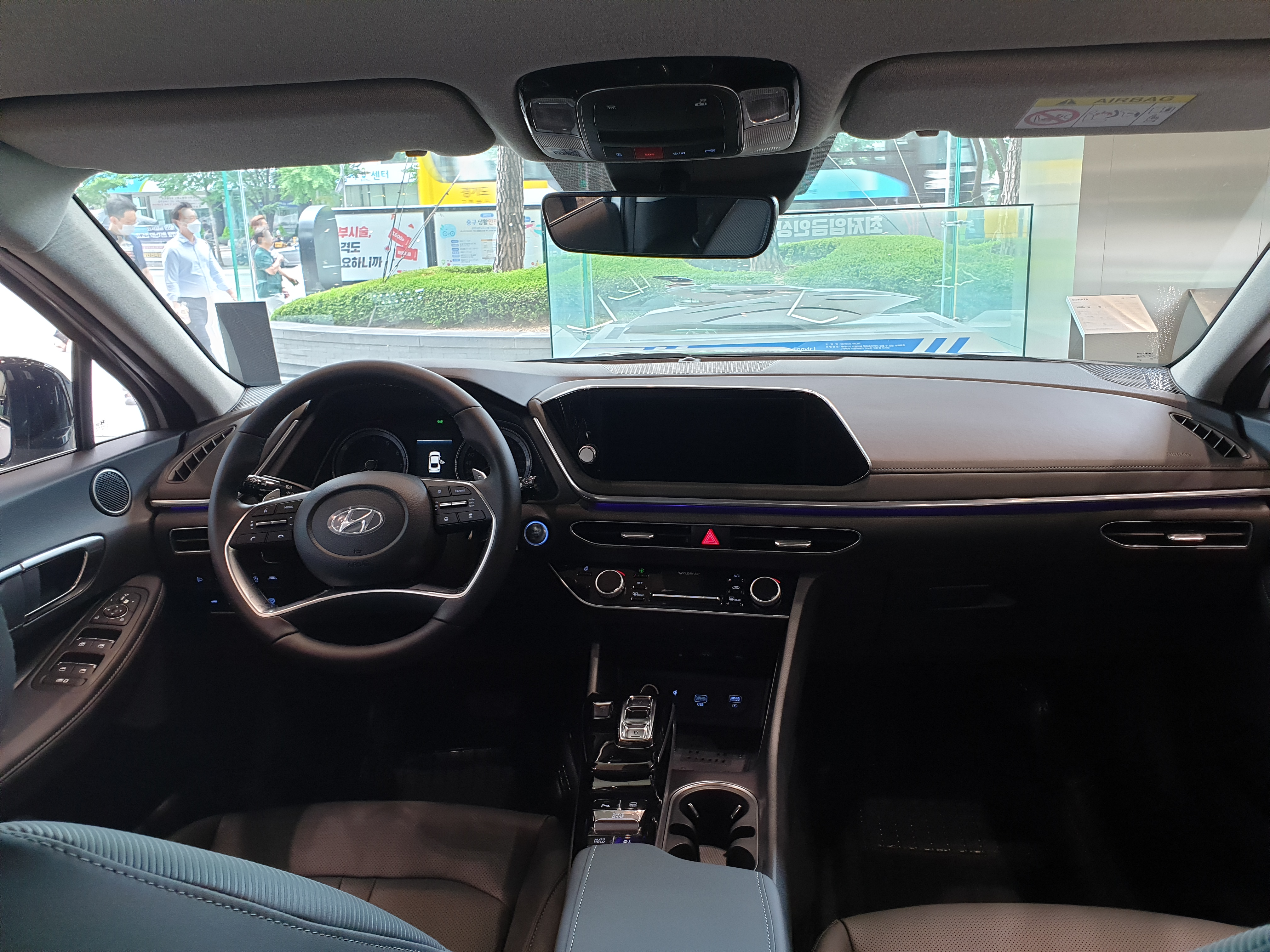

В березні 2019 року компанія Hyundai представила нове покоління седана Sonata. Автомобіль підріс в довжину на 45 мм, в ширину - на 25 мм, додав 35 мм в колісній базі, притому став нижче на 30 мм. Корейці повідомили, що застосували в машині нову платформу, завдяки якій підвищена жорсткість кузова на кручення, поліпшені керованість і параметри гальмування, знижені шуми і вібрації.
У 2021 році Hyundai додав версію Sonata N Line. Седан оснащений з чотирициліндровим турбованим двигуном об'ємом 2,5 літри, який видає 290 кінських сил.
Інформаційно-розважальна система Hyundai Sonata 2022 пропонує стандартні Android Auto та Apple CarPlay, а також розуміє голосові команди. Автомобіль можна зачиняти та відчиняти цифровим ключем і керувати рядом функцій віддалено, через додаток на смартфоні.

### Двигуни
- 1.5 л Smartstream G1.5 T-GDi I4 170 к.с., 253 Нм
- 1.6 л Smartstream G1.6 T-GDi G4FJ I4 180 к.с., 265 Нм
- 2.0 л Smartstream G2.0 LPi/MPi I4 152 к.с., 192 Нм
- 2.0 л Smartstream G2.0 T-GDi I4 240 к.с., 353 Нм
- 2.5 л Smartstream G2.5 MPi I4 180 к.с., 232 Нм
- 2.5 л Smartstream G2.5 GDi I4 194 к.с., 245 Нм
- 2.5 л Smartstream G2.5 T-GDi I4 290 к.с., 422 Нм
- 2.0 л Smartstream G2.0 GDi I4 (Hybrid)
- 2.0 л Smartstream G2.0 GDi I4 (PHEV)

## Продажі в США за календарними роками
| 1980    | 1981    | 1982    | 1983    | 1984    | 1985    | 1986    | 1987    | 1988    | 1989    |
| ------- | ------- | ------- | ------- | ------- | ------- | ------- | ------- | ------- | ------- |
| —       | —       | —       | —       | —       | —       | —       | —       | —       | 34,698  |
| 1990    | 1991    | 1992    | 1993    | 1994    | 1995    | 1996    | 1997    | 1998    | 1999    |
| 29,840  | 26,421  | 17,196  | 15,420  | 13,339  | 17,055  | 14,616  | 22,128  | 14,144  | 30,022  |
| 2000    | 2001    | 2002    | 2003    | 2004    | 2005    | 2006    | 2007    | 2008    | 2009    |
| 45,983  | 62,385  | 68,085  | 82,330  | 107,189 | 130,365 | 149,513 | 145,568 | 117,357 | 120,028 |
| 2010    | 2011    | 2012    | 2013    | 2014    | 2015    | 2016    | 2017    | 2018    | 2019    |
| 196,623 | 225,961 | 230,605 | 203,648 | 216,936 | 213,303 | 199,408 | 131,803 | 105,118 | 87,466  |
| 2020    | 2021    | 2022    | 2023    | 2024    | 2025    | 2026    | 2027    | 2028    | 2029    |
| 76,997  | 93,142  | 55,131  | 45,344  |         |         |         |         |         |         |